# Magyar burza
A Magyar burza (latinul: Bursa Hungarorum, lengyelül: Bursa Węgierska) a középkori magyar diákok kollégiuma volt Krakkóban. A diákok szállást, ellátást kaptak itt fizetség ellenében, ugyanakkor szigorú magatartási szabályok szerint kellett élniük. Emléküket napjainkban tábla őrzi az épület falán. A magyar mellett számos más burza is létezett a városban, pl. német burza. 1460 körül ebben az épületben élt Jan Długosz krónikaíró.

## Jelentése
A burza (más írásmóddal: bursa) a görög byrsa szóból származó középkori latin szó. Jelentése irha, bőr, pénzes zacskó, tarsoly, utóbbi jelentéséből fejlődött ki a börze szó. A katolikus egyházban bursának nevezik az Úr testét őrző szelencét. A középkorban pedig az egyetemekkel kapcsolatban álló azokat a házakat hívták így, melyekben a hallgatókat szállásolták el.

## Története

### Magyarok Krakkóban
A Krakkói Egyetemet Nagy Kázmér király alapította 1364-ben. V. Orbán engedélyével három kar – szépművészeti, orvosi és jogi – kezdhette meg benne a működését. Második megalapítójának Jagelló Ulászlót és magyar származású feleségét, Szent Hedviget tartják, akik 1399-ben kijárták, hogy teológiai kar is létesülhessen az egyetemen. A királyi pár bőkezű adományokkal támogatta az oktatást. Ennek révén jött létre a Collegium Maius nevű híres épületegyüttes Krakkó Óvárosában (Stare Miasto).
Az egyetem idővel Európa jelentős oktatási intézményévé, művészeti és tudományos központjává nőtte ki magát, ahol lengyelek, csehek, németek, litvánok, olaszok, sőt spanyolok is tanultak. 1433 és 1509 között 2876 magyar tanult itt, ami az összes krakkói egyetemi hallgató 17%-a volt. A magyar tanulók jó része nem a Felvidékről, hanem az Alföldről érkezett.
1463-ban a Krakkói Egyetem hallgatóinak 25%-a volt magyar, és ekkoriban már nem a bécsi, hanem a krakkói egyetem volt a legnépszerűbb a magyar tanulók körében. A magyarok „társháza” a mai Bracka utca 5-7. szám alatti épületben volt. Az épületet az egyetem a vagyonos Melsztynski családtól vásárolta meg, fenntartását bérlők (szeniorok) útján biztosította. A diákok szállást vagy szállást és étkezést vehettek igénybe. Az 1470-es évektől kezdve a magyar hallgatók kb. 30%-a élt a burzában, a többiek családoknál éltek.
A burzában való együttélés szabályait szigorú statútumban hirdették ki. Szabályozták az öltözködést is, a hallgatóknak például nyilvános helyeken tógát kellett viselniük. A szabályszegőket pénzbírsággal sújtották. Mivel a burzában nem volt erre hely, ezért a magyar diákok a Ferences templomba jártak.
A burzában lakók névjegyzékét a Registrum Bursae Ungarorum című dokumentum őrizte meg. A jegyzék fennmaradása annak köszönhető, hogy egy Brozek (Johannes Broscius) nevű magiszter (tanár) 1613-ban megvásárolta egy utcai árustól, és a Jagelló Egyetem könyvtárának adományozta, ahol azt azóta is őrzik. 1819-ben Bandtkie György Sámuel könyvtáros felfigyelt rá, és másolatot készít róla gróf Széchenyi Ferenc részére. A jegyzék 1493-tól 1558-ig terjedően 823 magyar diák nevét tartalmazza. A burza utolsó szeniora Váradi Mihály volt. A burzában élt és híressé lett tanuló volt Telegdi Miklós püspök, Szylveszter János, Dévai Bíró Mátyás, Gálszécsi István, Székely István.
1507-ben a magyar követ közbenjárására Öreg Zsigmond király sóalapítványt tett, a burza a költségeinek fedezésére évi 10 mázsa sót kapott Wieliczkából. A ház fenntartásához az is hozzájárult, hogy a végzősök gyakran az intézménynek adományozták értékeiket, könyveiket. Néhány további tősgyökeres magyar név a jegyzékben: Hunyadi, Bánffy, Szegedi, Kálmánczai, Szentpéteri, Erdődy, Szentgyörgyi, Veresmarthy.
Az 1508. évi pestisjárvány idején a magyar diákok elhagyták a burzát, melynek értékeit és az Öreg Zsigmondtól kapott privilégiumlevelét Casparber krakkói polgárnál hagyták megőrzésre.
1541-ben az egyetem vezetése bezáratta a magyar burzát, mert kevés számú hallgató érkezett az intézménybe. Ennek oka egyrészt a törökök elleni háború volt, másik oka pedig, hogy a protestantizmus terjedésével a magyarok figyelme egyre inkább a német egyetemek felé terelődött. 1557-ben újra megnyílt a kollégium, de már másik épületben. Mivel mindössze hatan iratkoztak be, hamarosan végleg becsukta kapuit.
1400 és 1530 között 108 magyar nyert magiszteri, 582 baccalaureusi (babérkoszorús) fokozatot a Krakkói Egyetemen. Közülük a burza lakója volt 41 magiszteri és 209 baccalaureusi fokozatot szerzett hallgató.
A burza épülete 1850-ben leégett. Napjainkban kétnyelvű emléktábla emlékeztet az egykori diákokra:
Ez az épület adott otthont a 15. és 16. században a Krakkóban tanuló magyar diákoknak, akik a magyar kultúra dicsőségére, hazájuk javára lengyel földön gyarapították ismereteiket a nagy hírű Jagelló Egyetemen.

### Történetek
1491-ben Váradi Mihály hallgató miután meggazdagodott, lemondott a burza szeniorságáról. Az egyetemi tanács egy német diáknak, Sommerfeld Jánosnak adta bérbe a magyar burzát azzal a kikötéssel, hogy más nemzetiségűeket is be kell fogadnia a házba. A magyar hallgatók erre kihurcolkodtak a szállásról, majd megrohanták a német burzát, és néhány ott tartózkodó fiatalt összevertek. A rektor Váradi Mihályt 20, társát, Kristófot 12 forintra büntette, és meg kell ígérniük, hogy békések lesznek a jövőben. Sommerfeld a burzát nem sokkal később feladni kényszerült, és azt Apáty Tamás, Izsépi Vince és Meysy Bertalan magyar hallgatók vették bérbe.
Magyar hagyomány volt Aprószentek napján megvesszőzni a gólyákat, az új diákokat. A december 28-án tartott tréfás esemény – aprószentekelés, suprikálás, csapulás – a Heródes király által lemészároltatott gyermekekre való egyfajta közösségi emlékezés volt. 1507-ben a magyar tanulók egy Piszkowici Albert nevű lengyel gyereken gyakorolták a tradíciót, aki bepanaszolta őket a rektornál. A rektor barbár cselekménynek minősítette a szokást, és 2-2 aranyforint pénzbüntetésre ítélte az elkövetőket, Erdélyi Damián, Terebesi Mátyás és Kisvárdai Mihály hallgatókat. Mivel vonakodtak a büntetést megfizetni, ezért Kisvárdait becsukatta a rektor, a többiek büntetését pedig 1-1 aranyforinttal megemelte. Ezen kívül elrendelte, hogy Aprószentekkor a magyar burza kapuja csukva legyen, és oda senki ne mehessen be, a tanítás pedig ezen a napon szüneteljen. A határozata ellen szegülőket 20 aranyforint büntetéssel fenyegette.

## Kapcsolódó oldalak
- Academia Istropolitana
- Pécsi középkori egyetem